# 김기용 (1957년)
김기용(金基用, 1957년 8월 13일 ~ , 충북 제천)은 대한민국의 전직 경찰이다. 제20대 총선에 새누리당 소속으로 제천단양 선거구에 출마하고자 하였으나 경선에서 패해 탈락하였다.

## 학력
- 고졸 검정고시 합격
- 한국방송통신대학교 경영학 학사
- 서울대학교 행정대학원 행정학 석사
- 한성대학교 대학원 정책학 박사

## 경력
- 1986 : 제30기 행정고시 합격
- 1987.05 ~ 1988.05 : 총무처 수습행정관
- 1988.05 ~ 1989.04 : 상공부 자문관실 행정사무관
- 1989.04 ~ 1991.12 : 상공부 중소기업국 지도과 행정사무관
- 1991.12 ~ 1992.05 : 상공부 국제협력관실 국제협력담당
- 1992.07 ~ 1992.10 : 경찰청 경무국 교육과 교육
- 1992.10 ~ 1993.04 : 경찰청 보안과 보안2계장
- 1993.04 ~ 1995.01 : 경남지방경찰청 충무경찰서 경비과장
- 1995.01 ~ 1995.03 : 경남지방경찰청 통영경찰서 경비과장
- 1995.03 ~ 1996.04 : 경찰청 보안국 보안2과 보안1담당
- 1996.04 ~ 1999.02 : 경찰청 보안국 보안4과 보안2담당
- 1999.02 ~ 2000.01 : 경찰청 보안국 보안1과 보안1담당
- 2000.01 ~ 2000.07 : 전남지방경찰청 감사담당관
- 2000.07 ~ 2001.01 : 전남지방경찰청 방범과장
- 2001.01 ~ 2002.01 : 전남지방경찰청 담양경찰서장
- 2002.01 ~ 2003.04 : 전남지방경찰청 완도경찰서장
- 2003.04 ~ 2004.01 : 경찰청 경무기획국 예산과장
- 2004.01 ~ 2004.07 : 경찰청 총무과 교육
- 2004.07 ~ 2005.07 : 서울지방경찰청 정부종합청사경비대장
- 2005.07 ~ 2006.03 : 서울지방경찰청 용산경찰서장
- 2006.03 ~ 2008.03 : 경찰청 정보3과장
- 2008.03 ~ 2009.03 : 충북지방경찰청 차장
- 2009.03 ~ 2010.01 : 경찰청 운영지원
- 2010.01 ~ 2010.09 : 서울지방경찰청 보안부장
- 2010.09 ~ 2011.11 : 제21대 충남지방경찰청장
- 2011.11 ~ 2012.01 : 경찰청 경무국장
- 2012.01 ~ 2012.05 : 경찰청 차장
- 2012.05 ~ 2013.03 : 제17대 경찰청장
- 2013.05 : (사)한국청소년육성회 수석고문
- 2014.09 : 세명대학교 초빙교수

## 승진
- 1992년: 경정 특채임관
- 2000년: 총경 승진
- 2008년: 경무관 승진
- 2010년: 치안감 승진
- 2012년: 치안정감 승진
- 2012년: 치안총감 승진

## 상훈
- 1997년: 대통령 표창
- 2003년: 근정포장